# Červený rybníček
Červený rybníček je přírodní památka západně od znojemské místní části Hradiště v okrese Znojmo na pravé straně silnice Hradiště—Mašovice. Důvodem ochrany je tůňka s výskytem lupenonohých korýšů.